# Phocoena dioptrica
La marsopa de anteojos (Phocoena dioptrica) es una especie de cetáceo odontoceto de la familia Phocoenidae, raramente avistada, que se distingue claramente por un anillo oscuro, rodeado a su vez por un anillo gris alrededor de los ojos, que da su nombre al animal.

## Taxonomía
La marsopa de anteojos fue descrita por primera vez por Lahille en 1912, a partir de un ejemplar hallado en una playa cerca de Buenos Aires. Un cráneo hallado posteriormente en Tierra del Fuego se atribuyó inicialmente a otra especie, provisionalmente designada Phocoena dioptrica, pero el ejemplar se identificó finalmente como marsopa de anteojos y el nombre quedó como sinónimo. la palabra latina dioptrica refiere al doble anillo ocular que caracteriza a la especie.

## Descripción
Phocoena dioptrica es un animal robusto con cabeza pequeña y sin pico. Los machos tienen una gran aleta dorsal. La coloración es gris oscuro tendiendo a negro en la aleta dorsal, con una línea blanca grisácea en los flancos del vientre. Los recién nacidos tienen cerca de 80 centímetros de longitud, y los ejemplares machos crecen hasta aproximadamente 2,30 metros (las hembras algo menos) y un peso máximo de 100 kilos. No se conoce a la fecha la edad de madurez sexual ni su longevidad. La marsopa de anteojos es una nadadora muy rápida.

## Distribución y población
Se cree que la marsopa de anteojos habita la región de aguas frías que rodea a la Antártida. Se han encontrado muchos esqueletos en las proximidades de Tierra del Fuego. La especie ha sido avistada costas afuera de Brasil, en las Islas Malvinas y en las Georgias del Sur, costas afuera de Auckland, Tasmania y el sur de Australia, y también al sur del Océano Índico cerca de las Islas Heard y McDonald y Kerguelen. El avistamiento más austral fue en el Pasaje de Drake a 58° de latitud Sur. 
La población total es desconocida. La lista de la IUCN la incluye como con "datos deficientes" en la lista roja de especies amenazadas.